# Terratrèmol de Llorca de 2011
El terratrèmol de Llorca de 2011 va sacsejar la Regió de Múrcia, especialment les poblacions de Llorca i Totana, a les 18:47 (hora local) del dia 11 de maig del 2011 i va deixar nou morts i 293 ferits. La magnitud del terratrèmol va ser de 5,1 en l'escala sismològica de magnitud de moment, i va estar precedit per un altre de 4,5. Es van comptabilitzar prop de 40.000 afectats en una població de poc més de 92.000 persones.
El fet que el terratrèmol es produís en una de les zones més sísmiques de la península Ibèrica, la profunditat de l'hipocentre i el tipus de sòl van fer que fos més destructiu i que s'arribés a notar a ciutats com Cartagena, Águilas, Múrcia, Mazarrón, Albacete i, fins i tot, a Madrid i Andalusia.
El Govern espanyol, en plena campanya per les eleccions municipals, va convocar un gabinet de crisi al Ministeri de Foment per analitzar i seguir el sisme llorquí. L'endemà de la catàstrofe es van suspendre els actes públics de la campanya electoral.

## Geologia
La zona de fricció entre la placa eurasiàtica i l'africana, que es mou cap al nord-oest respecte de l'eurasiàtica, provoca una línia sísmica que s'inicia a les Açores i que acaba al costat occidental de l'estret de Gibraltar. A partir d'aquí, la deformació s'estén en dues direccions: cap a les Serralades Bètiques i cap a la zona del nord del Magrib. Les falles de la Regió de Múrcia tenen fracturació pràcticament en totes direccions i tots els sistemes de falles són sísmicament actius. Són zones d'especial risc les valls del Guadalentí, d'origen tectònic, i del Segura o la serra de Carrascoy.
El sisme principal, de magnitud 5,1 a l'escala sismològica de magnitud de moment (MW), va ocórrer l'11 de maig a les 18:47, hora local, a uns 2,5 quilòmetres al nord-est de Llorca, la localitat més afectada, a una profunditat extremadament superficial d'1 km, segons estimacions del Servei Geològic dels Estats Units (USGS), i de 3 km, segons l'Institut Geogràfic Nacional d'Espanya (IGN).
Les dues sacsejades principals van estar localitzades molt a prop l'una de l'altra, aproximadament sobre la traça de la branca nord de la Falla d'Alhama de Múrcia, una de les falles actives amb més longitud de la península Ibèrica, d'entre 40 i 50 quilòmetres. Els especialistes locals confirmaren que es tractava d'un lliscament horitzontal de la falla. Inicialment, l'USGS va estimar que la magnitud del sisme era de 5,3 (MW), i el Centre Sismològic Euro-Mediterrani, juntament amb l'IGN, de 5,2 en l'escala de Richter (ML). Hores més tard les dues agències científiques van rebaixar la xifra a 5,1 MW.
A Llorca es van generar forts moviments de terra amb una intensitat màxima de VII a l'escala de Mercalli ("molt fort") i a la rodalia es va arribar al nivell V ("moderadament fort"). A ciutats com Alacant també es va poder notar el tremolor amb una intensitat de III ("feble"). En total, el sisme va produir una energia superficial (Me) equivalent a més de 200 tones de TNT o, aproximadament, a 8,4×1011 joules.
Alguns estudis científics suggereixen que el terratrèmol podria haver estat causat (o, si més no, accelerat, ja que –segons l'informe– hauria ocorregut tard o d'hora) per l'extracció d'aigües subterrànies de la zona.

### Antecedents

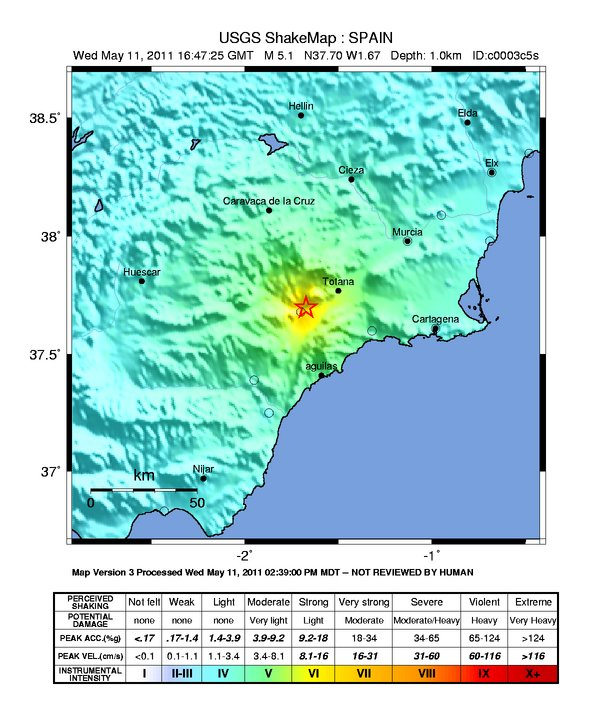
Mapa d'intensitat del terratrèmol.

Al llarg del segle xix hi va haver terratrèmols de magnituds semblants a Almeria (1804), Torrevella (1829) i Granada (1884). El febrer de 1956 es va produir l'últim gran terratrèmol a l'Estat espanyol a Albolote (Granada), de 5 graus i que va deixar onze víctimes mortals, tot i que el 1969 un altre al cap de São Vicente (a Portugal) va causar 19 morts a Huelva.
L'últim terratrèmol al voltant de Llorca va tenir lloc el 29 de gener del 2005 i va ser de magnitud 4,8; el seu epicentre es va localitzar al nord-oest d'Aledo, un municipi proper, tot i que aquest cop va estar situat a 11 quilòmetres de profunditat.

### Sismes previs i rèpliques
El terratrèmol va estar precedit per un de magnitud 4,5 (ML) que va ocórrer a les 17:05, hora local, prop de l'epicentre del que vindria més tard. Tot i que el tremolor va ser relativament suau, va provocar algunes esquerdes i algunes parets es van ensorrar, mentre que la caiguda de línies de tensió va originar un petit incendi a Llorca.
Durant el mes següent es van notificar 131 rèpliques associades als dos terratrèmols de l'11 de maig; la més forta va ser de magnitud 3,9 el mateix dia 11, a les 22:37 (hora local). Tot i això, la majoria de les rèpliques van ser imperceptibles per un humà i d'una magnitud de la qual se'n produeixen més de mil cada dia. Els experts van preveure que les rèpliques durarien entre un i dos mesos per acabar d'alliberar l'energia acumulada a la falla tectònica. Lleugers terratrèmols de 2,5 i 2,9 graus de magnitud es van poder notar a Llorca i a les poblacions veïnes el 7 d'agost i 19 de desembre, respectivament.
| Data       | Hora (UTC) | Coordenades                                      | Profunditat (km) | Intensitat (MM) | Magnitud (MW) | Lloc        | Observacions      |
| ---------- | ---------- | ------------------------------------------------ | ---------------- | --------------- | ------------- | ----------- | ----------------- |
| 11/05/2011 | 15:05:13   | 37° 42′ 15″ N, 1° 40′ 52″ O / 37.7041°N,1.6812°O | 2                | VI              | 4,5           | Llorca (NE) | Terratrèmol previ |
| 11/05/2011 | 15:21:01   | 37° 40′ 16″ N, 1° 39′ 02″ O / 37.6710°N,1.6505°O | 10               | -               | 2,6           | Llorca (E)  | Tremolor previ    |
| 11/05/2011 | 16:47:25   | 37° 41′ 41″ N, 1° 40′ 32″ O / 37.6946°N,1.6756°O | 3                | VII             | 5,1           | Llorca (NE) | Terratrèmol       |
| 11/05/2011 | 16:53:15   | 37° 39′ 50″ N, 1° 38′ 01″ O / 37.6638°N,1.6337°O | 11               | -               | 2,8           | Llorca (E)  | Rèplica           |
| 11/05/2011 | 19:28:18   | 37° 43′ 21″ N, 1° 39′ 51″ O / 37.7224°N,1.6641°O | 2                | -               | 2,9           | Llorca (NE) | Rèplica           |
| 11/05/2011 | 20:37:45   | 37° 41′ 38″ N, 1° 39′ 10″ O / 37.6938°N,1.6527°O | 4                | IV              | 3,9           | Llorca (NE) | Rèplica més forta |
| 11/05/2011 | 20:44:06   | 37° 41′ 46″ N, 1° 36′ 35″ O / 37.6960°N,1.6098°O | 11               | -               | 2,7           | Llorca (E)  | Rèplica           |
| 13/05/2011 | 21:08:37   | 37° 41′ 07″ N, 1° 39′ 48″ O / 37.6852°N,1.6634°O | 6                | III             | 2,6           | Llorca (E)  | Rèplica           |
| 14/05/2011 | 00:49:32   | 37° 41′ 37″ N, 1° 39′ 57″ O / 37.6935°N,1.6657°O | 4                | III             | 2,8           | Llorca (NE) | Rèplica           |
| 14/05/2011 | 21:10:25   | 37° 39′ 56″ N, 1° 40′ 13″ O / 37.6656°N,1.6703°O | 5                | III             | 2,9           | Llorca (SE) | Rèplica           |
| 14/05/2011 | 21:54:35   | 37° 40′ 27″ N, 1° 39′ 51″ O / 37.6743°N,1.6641°O | 4                | III             | 2,7           | Llorca (E)  | Rèplica           |
| 15/05/2011 | 00:03:03   | 37° 39′ 53″ N, 1° 39′ 59″ O / 37.6646°N,1.6663°O | 7                | III             | 2,8           | Llorca (SE) | Rèplica           |

Nota: s'inclouen les rèpliques de magnitud superior a 2,5 MW durant el mes posterior al terratrèmol. Dades segons l'Institut Geogràfic Nacional d'Espanya.

## Danys i víctimes

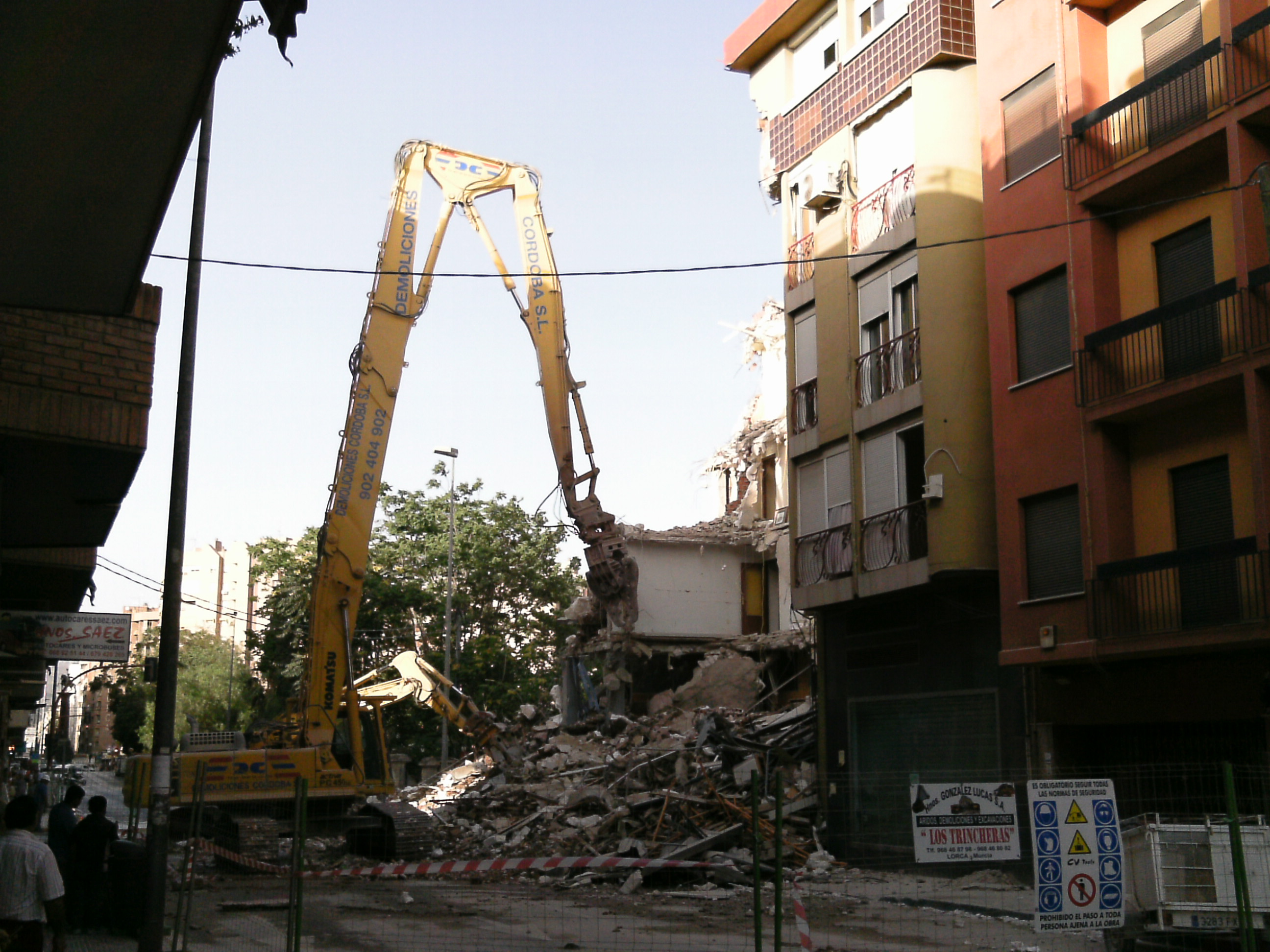
Demolició d'un edifici del carrer de Jerónimo Santa Fe de Llorca.

### Afectats
El terratrèmol va deixar nou morts a la ciutat de Llorca: quatre homes i tres dones que van morir a l'exterior del seu immoble pels cops de cornises despreses, i dues que van quedar atrapades entre la runa d'una casa. Entre les víctimes s'hi trobaven un menor de 14 anys i dues embarassades. Va haver-hi un balanç de 293 ferits, tres dels quals en estat molt greu: un nen de 3 anys i dues dones de 36 i 73 anys. Unes 3.000 persones van assistir al funeral multitudinari per les víctimes del terratrèmol.
Els primers càlculs van parlar d'uns 40.000 afectats. La nit posterior al terratrèmol més de 30.000 persones van dormir al recinte firal de la ciutat davant la por a les rèpliques. L'Ajuntament de Llorca va xifrar en 3.000 el nombre de persones que van perdre la seva casa. El 20% dels afectats eren immigrants d'origen equatorià, del Marroc i de Bolívia.

### Danys a la propietat

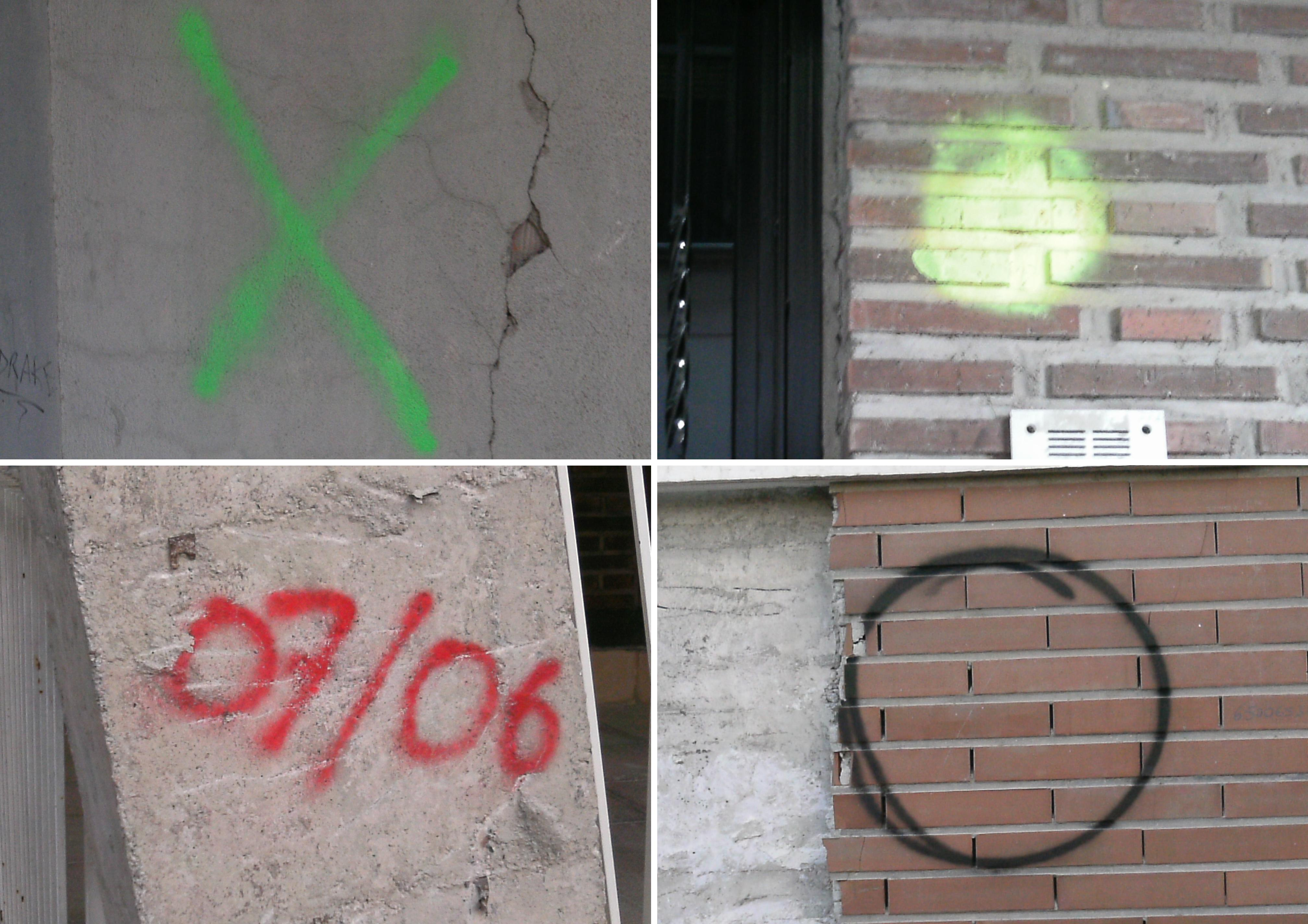
Pintades a diferents edificis de Llorca senyalant l'estat de cada un.

El 80% dels edificis de Llorca, una ciutat de 92.694 habitants, van resultar afectats pel sisme; els tècnics, després d'avaluar-ne l'estat de cada un individualment, els marcaven a l'entrada segons el codi de colors següent: verd si s'hi podia entrar, groc si s'hi podia entrar amb precaució i només uns minuts per recollir pertinences personals, i vermell si estava prohibit accedir-hi. Tanmateix, la marca vermella a un habitatge no implicava necessàriament la seva demolició. Un cop un total de 26 equips d'arquitectes i aparelladors van revisar els edificis del municipi, el 60% van estar declarats habitables i al voltant d'uns 700 edificis van ser marcats en vermell.
A causa del terratrèmol es van ensorrar dos edificis de la localitat de Llorca. L'hospital Rafael Méndez d'aquesta localitat va ser desallotjat a causa dels danys estructurals, així com l'Ajuntament, una residència d'avis i un tanatori. En edificis educatius, va ser demolit l'IES Ros Giner, un edifici de l'any 1972, a causa dels danys estructurals, mentre que el centre Ramón Arcas Meca va ser derrocat parcialment. L'Autovia del Mediterrani (A-7) va restar tallada al seu pas per Múrcia durant unes hores per despreniments a la via.
A principis de setembre, acabat el termini establert en el Reial Decret Llei per enderrocar habitatges en ruïna, el nombre d'habitatges demolits va ser de 1.164, a més de 45 naus, sumant un total de 164.458 metres quadrats. Les zones més afectades van estar el barri de La Viña —considerat la zona zero del sisme—, l'Avinguda Santa Clara i el centre històric.

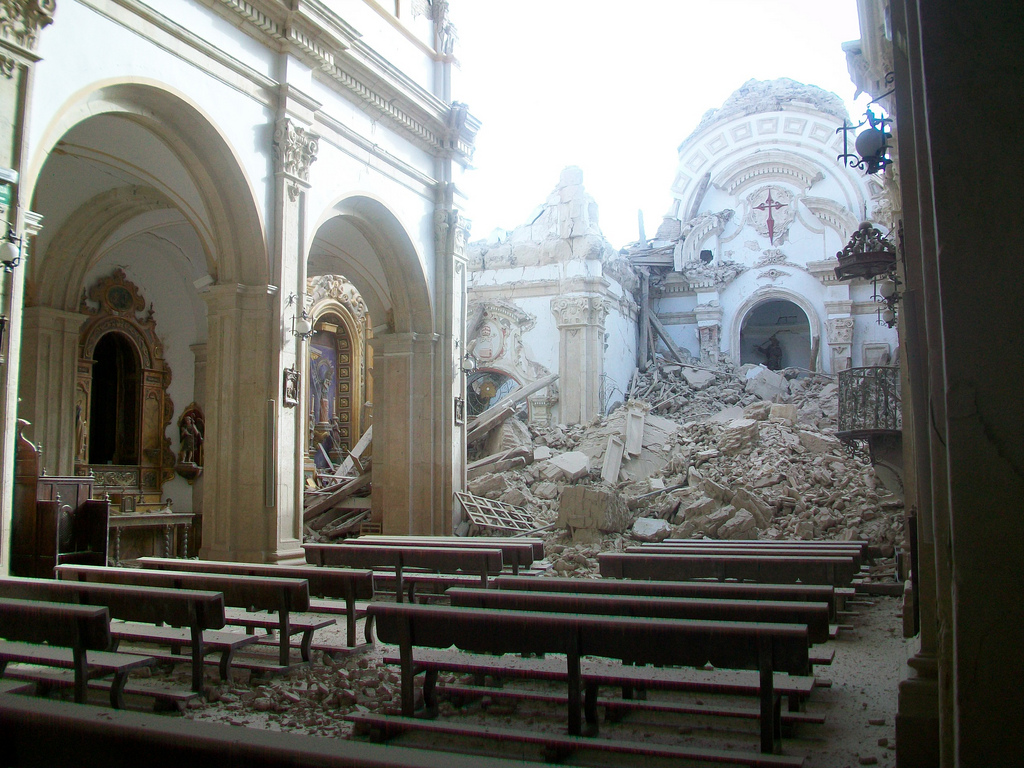
Enfonsament de l'església de Santiago després del terratrèmol

El president del Govern espanyol, José Luis Rodríguez Zapatero, va declarar que el Govern no regatejaria en mitjans econòmics per reconstruir la ciutat; es va aprovar un pla d'ajudes especial, promulgat per mitjà d'un Reial Decret, per mirar de pal·liar les destrosses ocasionades pel moviment sísmic, que segons el Consorci de Compensació d'Assegurances —depenent del Ministeri d'Economia i Hisenda— s'enfilaven al voltant dels 65 o 70 milions d'euros. Tot i això, dos mesos després del terratrèmol, Llorca seguia esperant les ajudes extraordinàries promeses per les administracions públiques per a la reconstrucció de la ciutat, on les demolicions eren diàries.

### Monuments històrics
Pel que fa al patrimoni cultural, el nucli històric de Llorca, declarat Conjunt historicoartístic des de 1964, es va veure molt afectat. El Conjunt Monumental de Santo Domingo, Bé d'interès cultural (BIC), va veure com es danyava el seu retaule d'or i els seus valuosos frescos. L'alcalde de Llorca, Francisco Jódar, va mostrar la seva preocupació pel patrimoni històric, que es veié greument malmès, com la torre del Espolón del castell de Llorca, d'origen medieval i també declarat BIC.
Un total de tretze esglésies van haver de ser tancades a causa dels danys estructurals soferts. El campanar de la torre de l'Església de Santiago, del segle xviii, es va ensorrar després del primer terratrèmol; l'empresa suïssa Holcim, dedicada als materials de construcció, es va comprometre a finançar la restauració d'aquesta església, greument danyada. L'església de Sant Francesc de Llorca, també BIC, només va patir algunes esquerdes.

Gràfic que mostra les conseqüències del terratrèmol a Llorca.
epicentre dels terratrèmols àrees amb edificis danyats persones mortes

## Resposta

### Primeres reaccions
Poc després del terratrèmol el Govern espanyol va activar la Unitat Militar d'Emergències (UME), una unitat de les Forces Armades Espanyoles que és responsable d'actuar en cas de desastre. 340 membres de tres batallons (Bétera, Torrejón de Ardoz i Morón de la Frontera) es van desplaçar a Llorca sota la direcció del Coronel del batalló de Bétera. A ells se'ls en van afegir 130 més de diverses provinences. Els militars van instal·lar tres campaments amb els corresponents hospitals de campanya amb 3.500 llits, on els veïns eren atesos per membres de la Creu Roja i Protecció Civil. Des d'una oficina improvisada a la Plaça d'Espanya Protecció Civil i la UME van informar els ciutadans sobre l'estat dels seus immobles. Els dies següents al moviment sísmic, els cossos policials espanyols van penjar un decàleg de recomanacions a la xarxa social Tuenti en cas de nous terratrèmols.
El govern de l'Equador va instal·lar un consolat mòbil al campament de la zona del Huerto de la Rueda per gestionar contingències. Les classes a les escoles van ser suspeses fins al dilluns 16 de maig, cinc dies després del terratrèmol.

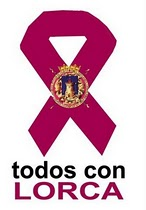
Llaç pel record de les víctimes

### Societat
Entitats, institucions i associacions van organitzar accions i esdeveniments, com maratons o concerts, per recaptar diners pels damnificats del terratrèmol. El Reial Madrid va jugar un partit amistós benèfic a l'Estadi de La Condomina de la ciutat de Múrcia; el duo Estopa, el cantant espanyol David Bisbal i la cantautora Rosana Arbelo, entre d'altres, van compartir escenari en una gala solidària titulada "Lorca somos todos".
Es va crear l'associació "Lorca 11 de mayo" en defensa dels interessos afectats pel terratrèmol que es defineix com una associació independent, lliure, reivindicativa i sense ànim de lucre. El 28 d'octubre del 2011 uns 2.000 damnificats, segons la policia, i 3.000, segons l'Asamblea de Vecinos Afectados por los Terremotos i altres plataformes convocants, es van manifestar pels carrers de Llorca per demanar solucions als polítics davant els múltiples problemes sense solucionar que encara restaven a la ciutat.
El Ministeri de Sanitat, Política Social i Igualtat d'Espanya va concedir la Creu de Plata de l'Ordre Civil de la Solidaritat Social als professionals de la sanitat i als serveis d'emergències de la Regió de Múrcia, i els bombers dels ajuntaments de Múrcia i Cartagena, com a reconeixement al "gran esforç, implicació i professionalitat dels diferents cossos de bombers de la Regió de Múrcia que han participat, amb el suport dels procedents d'altres comunitats, en el dispositiu per fer front als efectes produïts pel sisme".

### Política
El Parlament Europeu va dedicar un minut de silenci en record de les víctimes de la catàstrofe natural. Enmig de la campanya electoral per les eleccions municipals i autonòmiques, el vicepresident del Govern, Alfredo Pérez Rubalcaba, la ministra de Defensa, Carme Chacón, i el líder de l'oposició al Congrés dels Diputats, Mariano Rajoy, es van desplaçar al lloc dels fets l'endemà de la catàstrofe. El president del Govern, José Luis Rodríguez Zapatero, va visitar la zona dos dies després de la sasejada, el 13 de maig. El dia 17 de maig el Govern va anunciar les ajudes que rebrien els afectats pel terratrèmol: 106.000 euros per les famílies que es quedaren sense habitatge, 24.000 euros pels propietaris d'habitatges malmesos, 6.600 euros l'any d'ajuda pel lloguer i 2.500 euros per comprar articles de primera necessitat. A més a més, el Ministeri de Foment, juntament amb el govern regional, es van comprometre a sufragar el 50% dels costos de reparació dels edificis.
Les eleccions es van realitzar amb mitjans especials, tot i que el percentatge de participació va ser similar al de comicis anteriors. Alguns col·legis electorals van ser substituïts per carpes i els electors van poder votar amb el DNI caducat. Es va doblar el nombre de funcionaris de la comissaria policial, ja que molts veïns van perdre la seva documentació a causa del sisme.
El Consell de Ministres va aprovar el 28 d'octubre de 2011 una sèrie de mesures i ajudes per dinamitzar el comerç, el turisme i recuperar el patrimoni artístic i cultural de Llorca. Aquest últim objectiu a través del "Pla Director de Recuperació del Patrimoni Cultural de Llorca" que incloïa la restauració de 75 monuments de la ciutat amb un pressupost d'uns 51 milions d'euros.